# Bárbara Lourenço (1992)
Bárbara Lourenço e Silva mais conhecida como Bárbara Lourenço (1 de setembro de 1992) é uma atriz e modelo portuguesa.
Estreou-se na representação em "Morangos com Açúcar - Vive o Teu Verão" (TVI), desde então tem sido uma atriz com um percurso muito sólido em televisão. Em 2013, entrou no elenco da telenovela da SIC Sol de Inverno, ganhou uma maior notoriedade do público ao interpretar Sofia de Sousa em "Rainha das Flores", também para a SIC. A partir de então, a atriz tem sido um rosto frequente da ficção da SIC. Em 2021, estreia-se na apresentação, apresentando os bastidores das Provas Cegas e Batalhas da segunda edição do "The Voice Kids", na RTP1.

## Filmografia

### Televisão
| Ano         | Projeto                     | Papel              | Notas                                                    | Canal |
| ----------- | --------------------------- | ------------------ | -------------------------------------------------------- | ----- |
| 2011        | Morangos com Açúcar Verão 8 | Leonor Costa       | Elenco Principal                                         | TVI   |
| 2013 - 2014 | Sol de Inverno              | Inês Galego        | Elenco Principal                                         | SIC   |
| 2015        | Bem-Vindos a Beirais        | Mara               | Elenco Adicional                                         | RTP1  |
| 2016 - 2017 | Rainha das Flores           | Sofia de Sousa     | Co- Protagonista                                         | SIC   |
| 2017        | Filha da Lei                | Olivia             | Elenco Principal                                         | RTP1  |
| 2017        | A Criação                   | Galinhola          | Elenco Principal                                         | RTP1  |
| 2017 - 2018 | Paixão                      | Isabel «Bé» Galvão | Elenco Principal                                         | SIC   |
| 2018        | Verão M                     | Ana Teixeira       | Elenco Principal                                         | RTP1  |
| 2019 - 2021 | Terra Brava                 | Mafalda Castro     | Elenco Principal                                         | SIC   |
| 2021        | The Voice Kids (2.ª edição) | Ela Própria        | Apresentadora dos Bastidores das Provas Cegas e Batalhas | RTP1  |
| 2022 - 2023 | Por Ti                      | Mary Louise Blake  | Elenco Principal                                         | SIC   |
| 2024        | Tony                        | Fernanda Antunes   | Elenco Principal                                         | TVI   |
| 2025        | A Protegida                 |                    | Elenco Principal                                         | TVI   |

## Moda
Em 2015 venceu a campanha IamAStory lançada pela Intimissimi e tornou-se num dos rostos da marca italiana.